# Dangerous Liaisons (serie de televisión)
Dangerous Liaisons (Las amistades peligrosas en España, Amistades peligrosas en América Latina) es una serie de televisión estadounidense basada en la novela de Las amistades peligrosas de Pierre Choderlos de Laclos y que se plantea como una precuela de ésta. Se estrenó el 6 de noviembre de 2022 en Starz.

## Sinopsis
Los orígenes del vizconde de Valmont y la marquesa de Merteuil, como fueron amantes y sus intrigas con la aristocracia del París prerrevolucionario.

## Personajes
- Nicholas Denton como Pascal Valmont
- Alice Englert como Camille
- Hakeem Kae-Kazim como Mayordomo
- Hilton Pelser como Gabriel Carré
- Kosar Ali como Victoire
- Nathanael Saleh como Azolan
- Paloma Faith como Florence de Régnier
- Maria Friedman como Berthe
- Colette Dalal Tchantcho como Ondine, vizcondesa de Valmont
- Mia Threapleton como Rose
- Fisayo Akinade como Theo, caballero de Saint-Jacques
- Clare Higgins como madame Jericho
- Antonia Campbell-Hughes como María Antonieta
- Kathryn Wilder como Eloise de Chalon
- Matthew Steer como Emile
- Lesley Manville como Geneviéve de Merteuil
- Michael McElhatton como Jean de Merteuil
- Carice van Houten como Jacqueline de Montrachet
- Lucy Cohu como Christine, condesa de Sevigny
- Dimitri Gripari como Danceny
- Matilda Tucker como Suzette
- Miltos Yerolemou como Antoine
- Maggie O'Neill
- Christian McKay
- Agnes O'Casey como Emilie de Sevigny
- Richard Earl como duque de Lanvin
- Sarah E Bentley como duquesa de Lanvin

## Episodios
- 1. El amor o la guerra
- 2. Conquista o muere
- 3. Ni siquiera Dios perdona
- 4. No me conocéis
- 5. El mundo debería temernos
- 6. No sois mi igual
- 7. Aquí está mi alma
- 8. Es la guerra